# Copparo
Copparo is een gemeente in de Italiaanse provincie Ferrara (regio Emilia-Romagna) en telt 17.859 inwoners (31-12-2004). De oppervlakte bedraagt 157,0 km², de bevolkingsdichtheid is 115 inwoners per km².

## Bezienswaardigheden
- Al Turiòn of de Torre Estense, een bakstenen toren met ghibellijnse kantelen, is het enige overblijfsel van de Delizia di Copparo, een in 1808 afgebrand lustslot van het Huis Este. Het gebouw is nadien geïncorporeerd in een gemeentelijk complex en wordt gebruikt als bibliotheek.

## Demografie
Copparo telt ongeveer 7551 huishoudens. Het aantal inwoners daalde in de periode 1991-2001 met 6,3% volgens cijfers uit de tienjaarlijkse volkstellingen van ISTAT.
| Jaar | Inwoneraantal |
| ---- | ------------- |
| 1991 | 19.273        |
| 2001 | 18.057        |

## Geografie
De gemeente ligt op ongeveer 5 meter boven zeeniveau.
Copparo grenst aan de volgende gemeenten: Berra, Ferrara, Formignana, Jolanda di Savoia en Ro.

## Galerij

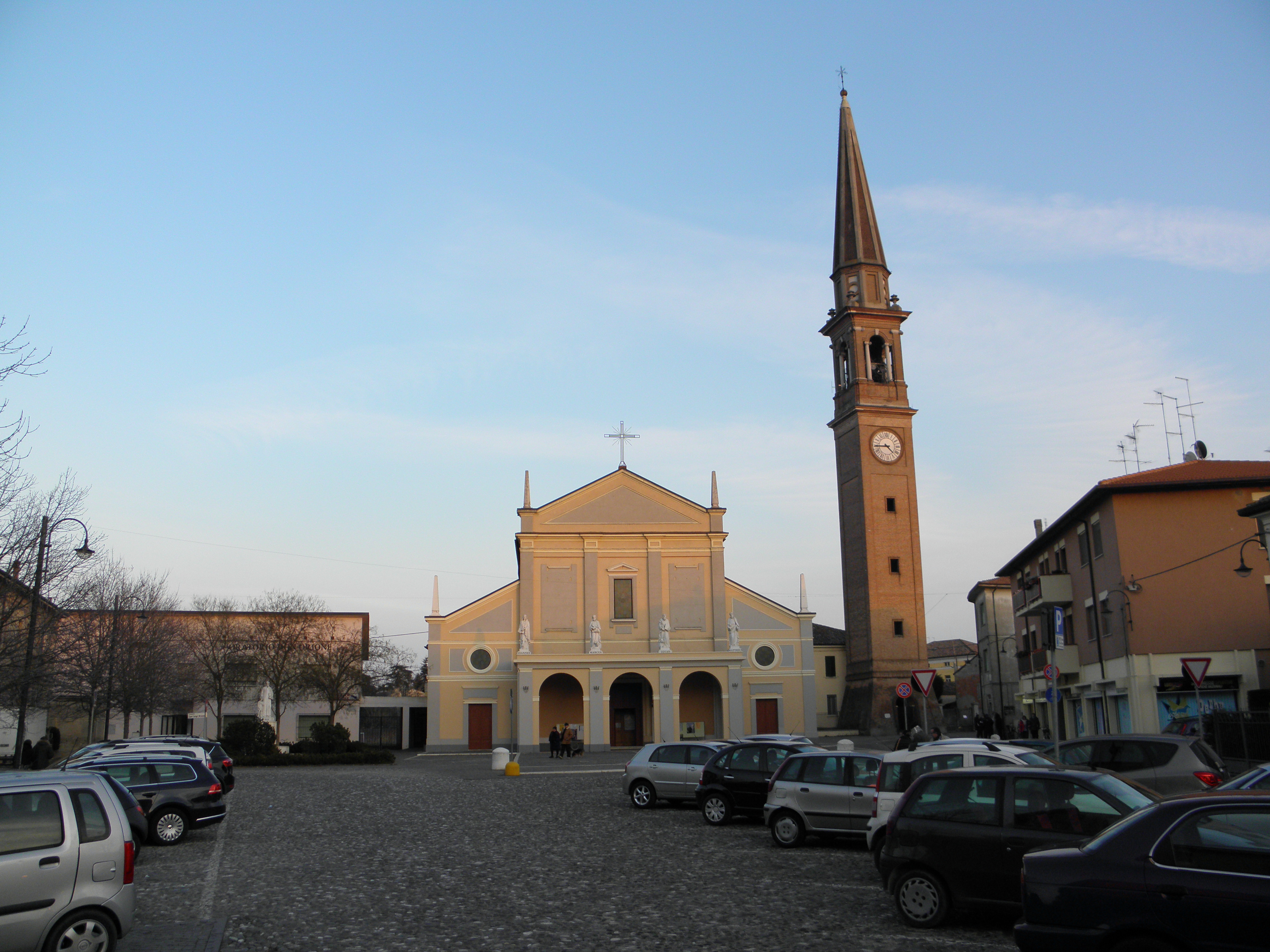
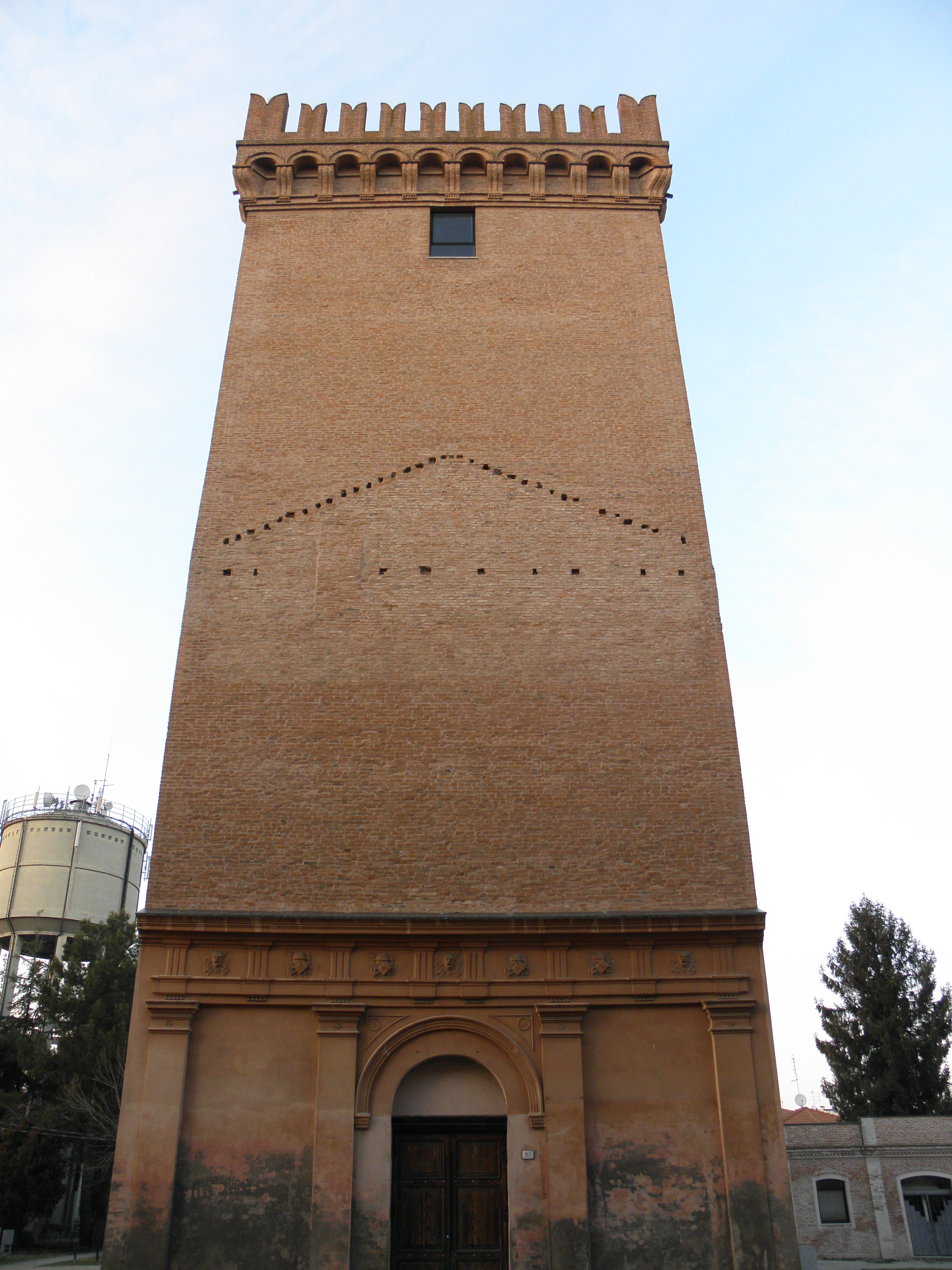
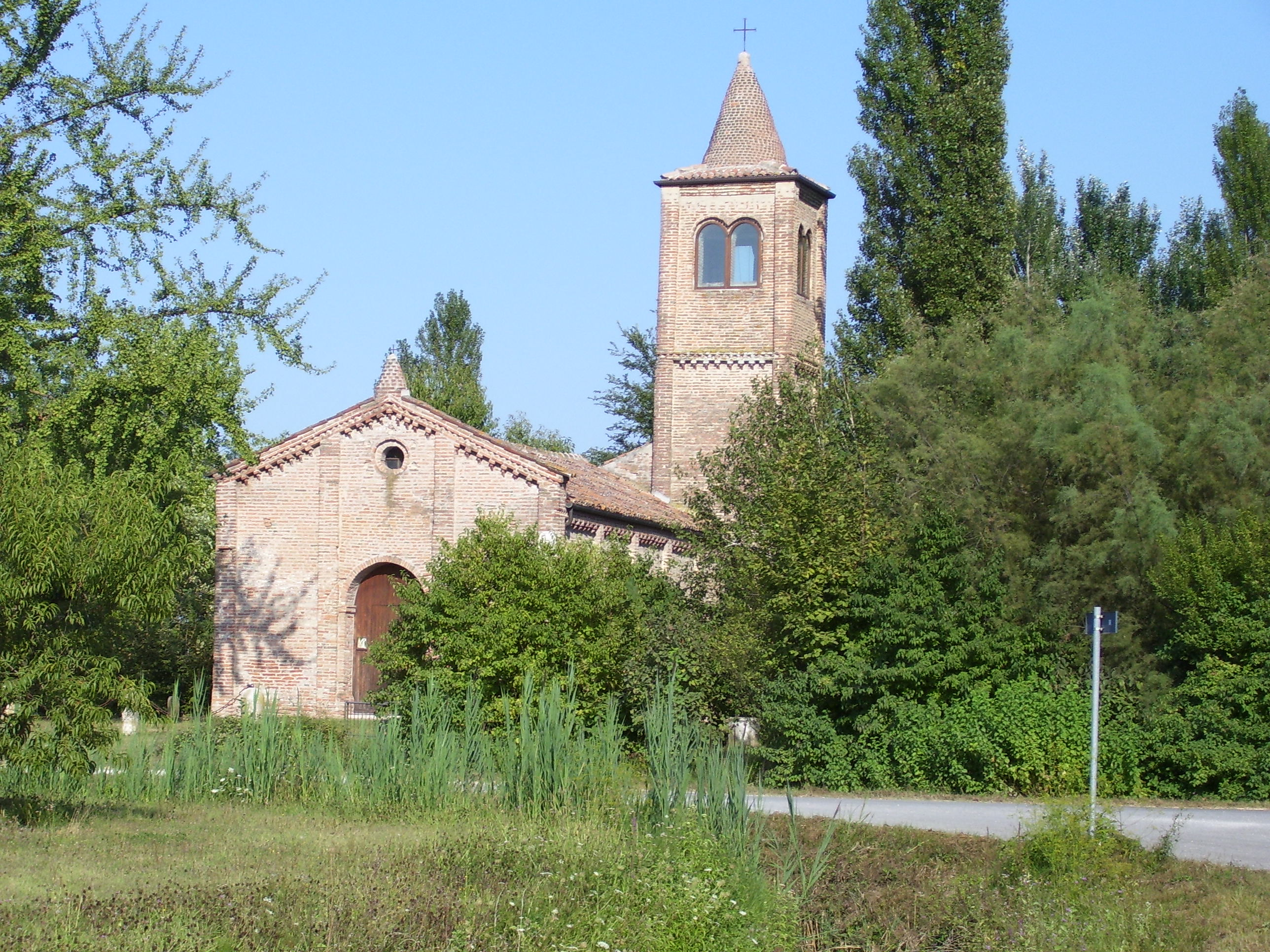